# Folwark (województwo małopolskie)
Folwark – osada leśna w Polsce położona w województwie małopolskim, w powiecie suskim, w gminie Jordanów.
W latach 1975–1998 miejscowość administracyjnie należała do województwa nowosądeckiego.